# NGC 4931
NGC 4931 is een lensvormig sterrenstelsel in het sterrenbeeld Hoofdhaar. Het hemelobject ligt 264 miljoen lichtjaar van de Aarde verwijderd en werd in 1863 ontdekt door de Duits-Deense astronoom Heinrich Louis d'Arrest. Het sterrenstelsel maakt deel uit van de Comacluster.

## Synoniemen
- PGC 45055
- UGC 8154
- MCG 5-31-114
- CGCG 160-118
- DRCG 27-164